# کارن گرسلی
کارن گِرَسلی (انگلیسی: Karen Grassle؛‏ ‎/ɡræsli/‎ ‏ GRASS-lee؛ زادهٔ ۲۵ فوریهٔ ۱۹۴۲) بازیگر اهل ایالات متحده آمریکا است. وی از سال ۱۹۶۸ میلادی تاکنون مشغول فعالیت بوده‌است.
از فیلم‌ها یا برنامه‌های تلویزیونی که وی در آن نقش داشته‌است، می‌توان به خانه کوچک و وایات ارپ اشاره کرد.